# 프랑수아 차우
프랜스와 차우(영어: François Chau, 영어 발음: /frænˈswɑ/, 프랑스어: 프랑수아 쇼, 1959년 10월 26일 ~ )는 캄보디아 출신의 미국 배우이다.
캄보디아 프놈펜에서 베트남인과 중국인 부모 사이에서 태어났다. 《어메이징 닌자》(1991)에서 슈레더 역, ABC 드라마 《로스트》(2005-10)에서 피에어 창 역을 맡은 것으로 잘 알려져 있다. 또한 《24》(2005)에 중국 영사관장 쿠 인 역으로, 《스타게이트 SG-1》(2005)에 외교관 역으로 나왔다. 그 외에 《SOS 해상 구조대》(1991), 《ER》(1996-97), 《JAG》(2000-01), 《앨리어스》(2004), 《그레이 아나토미》(2005), 《넘버스》(2006), 《더 유닛》(2007), 《샤크》(2007), 《고스트 & 크라임》(2008) 등에 출연하였다.

## 출연 작품

### 영화
- 지.아이.조: 더 무비 (1987, G.I. Joe: The Movie)
- 어메이징 닌자 (1991) - 슈레더 역
- 9/11: The Twin Towers (2006)
- 21 & 오버 (2013)

### 텔레비전
- G.I. Joe: A Real American Hero (1985) - 퀵 킥 역
- SOS 해상 구조대 (1991)
- ER (1996-97)
- JAG (2000-01)
- 스타게이트 SG-1 (2003)
- 앨리어스 (2004)
- 그레이 아나토미 (2005)
- 24 (2005)
- 로스트 (2005-10) - 피에어 창(마빈 캔들 / 에드거 핼리왁스) 역
- 넘버스 (2006)
- 샤크 (2007)
- 더 유닛 (2007)
- 고스트 & 크라임 (2008)
- 더 익스팬스 (2015-18)